# ポール・ランドスキ
ポール・ランドスキ（Paul Maximilien Landowski、1875年6月1日 - 1961年3月31日）はポーランド人を父親に持つ、フランスの彫刻家である。ブラジルのリオデジャネイロの『コルコバードのキリスト像』の作者として知られる。

## 略歴
パリで生まれた。父親は1863年のポーランドのロシアに対する1月蜂起の失敗の後、亡命してきたポーランド人で母親はベルギー出身の音楽家、アンリ・ヴュータンの娘だった。私立の美術学校、アカデミー・ジュリアンで学んだ後、エコール・デ・ボザールで学び、1900年に若い芸術家の登竜門であるローマ賞を受賞して、彫刻家としての地位を確立した。50年以上彫刻家として働き、パリに35点余りのモニュメント、パリ近郊に12点のモニュメントを製作した。1928年に製作したパリのトゥールネル橋を飾っている聖ジュヌヴィエーヴ像などで知られている。

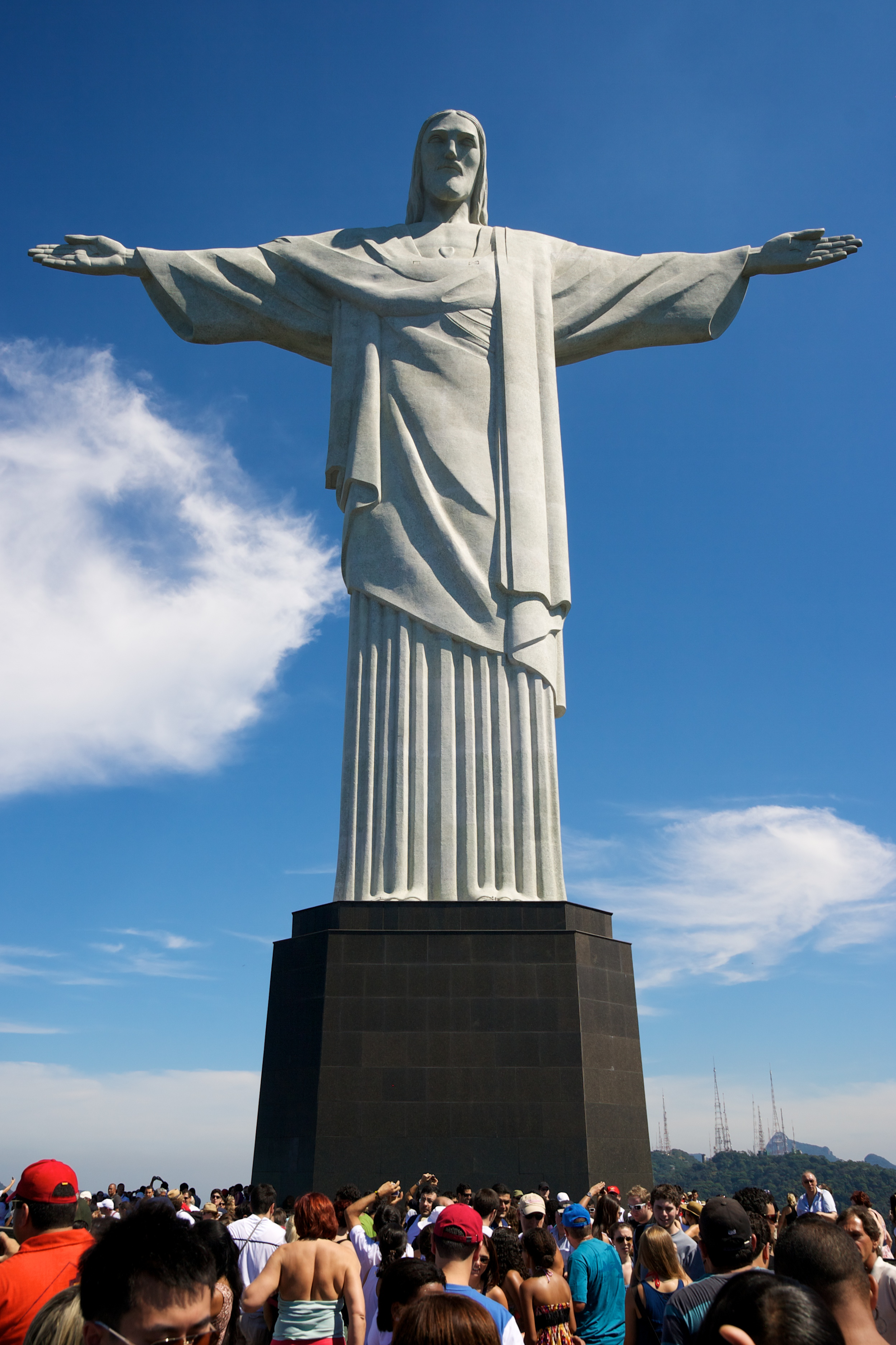
コルコバードのキリスト像

最も知られているのは1931年にブラジル独立100周年を記念して製作されたリオデジャネイロの高さ約40mの『コルコバードのキリスト像』で土木技術者のHeitor da Silva Costaと建築家、彫刻家のGheorghe Leonidaと共同で10年近くをかけて制作された。
1928年アムステルダムオリンピックの芸術競技の彫刻部門で金メダルを受賞した。
1933年から1937年の間在ローマ・フランス・アカデミーの校長を務め、1937年から1942年の間、パリ国立高等美術学校(エコール・デ・ボザール)の校長を務めた。レジオンドヌール勲章（コマンドゥール）を受勲した。
息子のマルセル・ランドスキは作曲家として知られている。